# Sangalopsis signigera
Sangalopsis signigera är en fjärilsart som beskrevs av W. Warren 1904. Sangalopsis signigera ingår i släktet Sangalopsis och familjen mätare. Inga underarter finns listade.